# Tockus flavirostris
El toco piquigualdo norteño (Tockus flavirostris) es una especie de ave bucerotiforme de la familia Bucerotidae autóctona del Cuerno de África (Etiopía y Somalia) hasta el norte de Uganda, Kenia y noreste de Tanzania. No se reconocen subespecies.